# Marie-Thérèse Sanchez-Schmid
Pour les articles homonymes, voir Schmid.
Marie-Thérèse Sanchez-Schmid, née le 15 novembre 1957 à Perpignan (Pyrénées-Orientales), est une femme politique française.

## Biographie
Professeure d’anglais de profession, Marie-Thérèse Sanchez-Schmid est adjointe au maire de Perpignan (chargée l'éducation et de l'enfance, des relations publiques et des relations internationales) ainsi que présidente de la commission Europe de la ville de 1993 à 2009.
Elle est élue députée européenne à l’issue des élections européennes de 2009 dans la circonscription Sud-Ouest. Membre du groupe du Parti populaire européen (PPE), elle siège comme titulaire à la commission de la culture et de l'éducation. En troisième position dans la circonscription Sud-Ouest aux élections européennes de 2014 (derrière Michèle Alliot-Marie et Franck Proust), elle n’est pas réélue au Parlement européen.
Lors du congrès de l’UMP de 2012, elle soutient la candidature de François Fillon à la présidence du parti.

## Détail des mandats et fonctions
- 1993-2009 : adjointe au maire de Perpignan (Pyrénées-Orientales)
- Conseillère communautaire à la communauté d'agglomération Perpignan Méditerranée
- 14 juillet 2009 – 1er juillet 2014 : députée européenne

## Ouvrage
- 1944-2014, au cœur des femmes : 70 années de conquêtes, éditions Talaia, 2013, 160 p.  (ISBN 978-2917859414).